# Lasianthus venulosus
Lasianthus venulosus là một loài thực vật có hoa trong họ Thiến thảo. Loài này được (Wight & Arn.) Wight mô tả khoa học đầu tiên năm 1846.